# Alfred Delauney
Pour les articles homonymes, voir Delauney.
Alfred-Alexandre Delauney (1830-1894) est un artiste peintre, graveur et marchand d'estampes français.

## Biographie
Né le 13 juillet 1830 à Gouville-sur-Mer, Delauney s'installe à Paris en 1842 à l'âge de douze ans en tant qu'assistant de son oncle nommé Salmon, le frère de sa mère, qui était marchand d'estampes. Sa boutique, située au 39 de la rue de Seine, s'appelait la Librairie des beaux-arts ; en 1850, Delauney hérite du fonds, ainsi que des boîtes de bouquinistes en face de l'Institut de France,. 

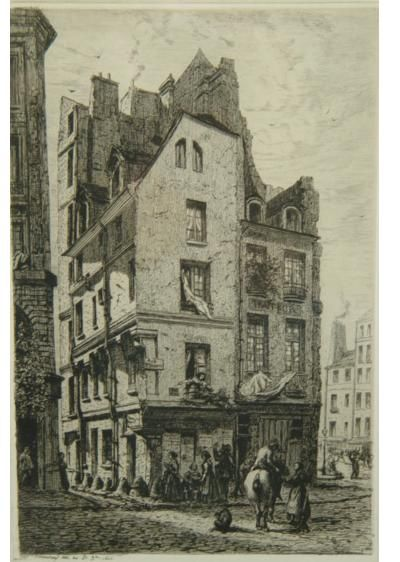
Deux rues parisiennes (eau-forte, 1870-1878).

Bien qu'ayant produit un certain nombre de toiles et d'aquarelles appréciées, Delauney est surtout réputé pour ses gravures, dont un nombre important d'eaux-fortes. Jean-François Millet est l'un des artistes dont les peintures furent reproduites sous la forme de gravures par Delauney ; l'une d'elles, L'Hiver aux corbeaux (1862), a eu une certaine influence sur le jeune Vincent Van Gogh.
Proche des éditions d'Alfred Cadart, il produit pour L'Illustration nouvelle et L'Eau-forte en... onze eaux-fortes originales (1868-1881). En 1868-1869, il produit et vend lui-même Paris pittoresque, une suite de soixante-douze eaux-fortes montrant la capitale avant et pendant les grands travaux haussmanniens. Puis, il exécute une suite de vingt-quatre pièces intitulée Eaux-Fortes sur le vieux Paris (1870-1878). Il aurait produit plus de trois cents pièces dont une centaine est conservée au musée Carnavalet.
Il expose au Salon pour la première fois en 1867, deux vues de Paris gravées, puis régulièrement jusqu'au Salon des artistes français de 1885, une gravure intitulée Cathédrale de Rouen, avant l’incendie de 1822. Il obtient deux prix, en 1870 et en 1872.
Alfred Delauney se marie à Élise Charlotte Eulallie Varin, fille du graveur Amédée Varin qui appartient à une longue lignée d'artistes. Le couple a deux enfants, Marthe et Jean.
Il meurt à Nanteuil-sur-Marne le 25 juin 1894.